# شبكة مدينية
الشبكة المدينية أو شبكة المنقطة المدينية (بالإنجليزية: Metropolian Area Network اختصاراً MAN)‏ هي عبارة عن شبكة تقوم بربط المستخدمين مع بعضهم ومع الحاسوب المصدر بحدود جغرافية أكبر من التي تغطيها الشبكة المحلية، ولكن لا تغطي المساحة الجغرافية التي تغطيها الشبكات المتباعدة.
صُممت شبكات المدينة (MAN) من أجل المستخدمين المحتاجين سرعة كبيرة في الربط.> والشبكات الإقليمية بشكل عام ليست ملكية خاصة أو تابعة لمنظمة واحدة. فعادة ما تمتلك هذه الشبكات الإقليمية شبكة رئيسية هي التي تقدم خدمات هذه الشبكة إلى المستخدمين.
تستطيع شبكة المدينة أن تعمل بسرعة كبيرة جداً لتسمح بالتشارك الآني للمصادر المرتبطة. وتزود الشبكة الإقليمية بإمكانيات التشارك والوصول إلى الشبكة الواسعة، وعادة ما تقوم الشبكات الإقليمية بربط عدد من شبكات الاتصالات المحلية.
كما أنها تكون مصنوعة في العادة من مقالد أو من موجهات، وهيَ موصولة على شبكة أخرى وسرعتها كبيرة (على الأغلب توصل مع بعضها بألياف بصرية).

## جمعية مهندسي الكهرباء والإلكترونيات
يَصف المعيار "IEEE 802-2001" الشبكات الإقليمية على أنها: "حل أفضل من الشبكات المحلية من أجل المناطق الجغرافية الكبيرة التي تتراوح أحجامها من بضعة أبنية أو على امتداد المدينة. وتعتمد الشبكات الإقليمية أيضاً على قنوات الاتصالات ذات "نسب البيانات العالية".
وقد عرّف بعض العلماء الآخرين الشبكات الإقليمية بأنها: "شبكة حاسوب كبيرة تمتد في منطقة صغيرة أو حرم جامعي. حيث يَسقط مجاله الجغرافي بين نطاقي الشبكات المحلية والشبكات الواسعة. كماأنه زود الشبكات المحلية بإمكانية الاتصال بشبكات أكبر من ذلك مثل الإنترنت.